# Bourgondisch carnaval

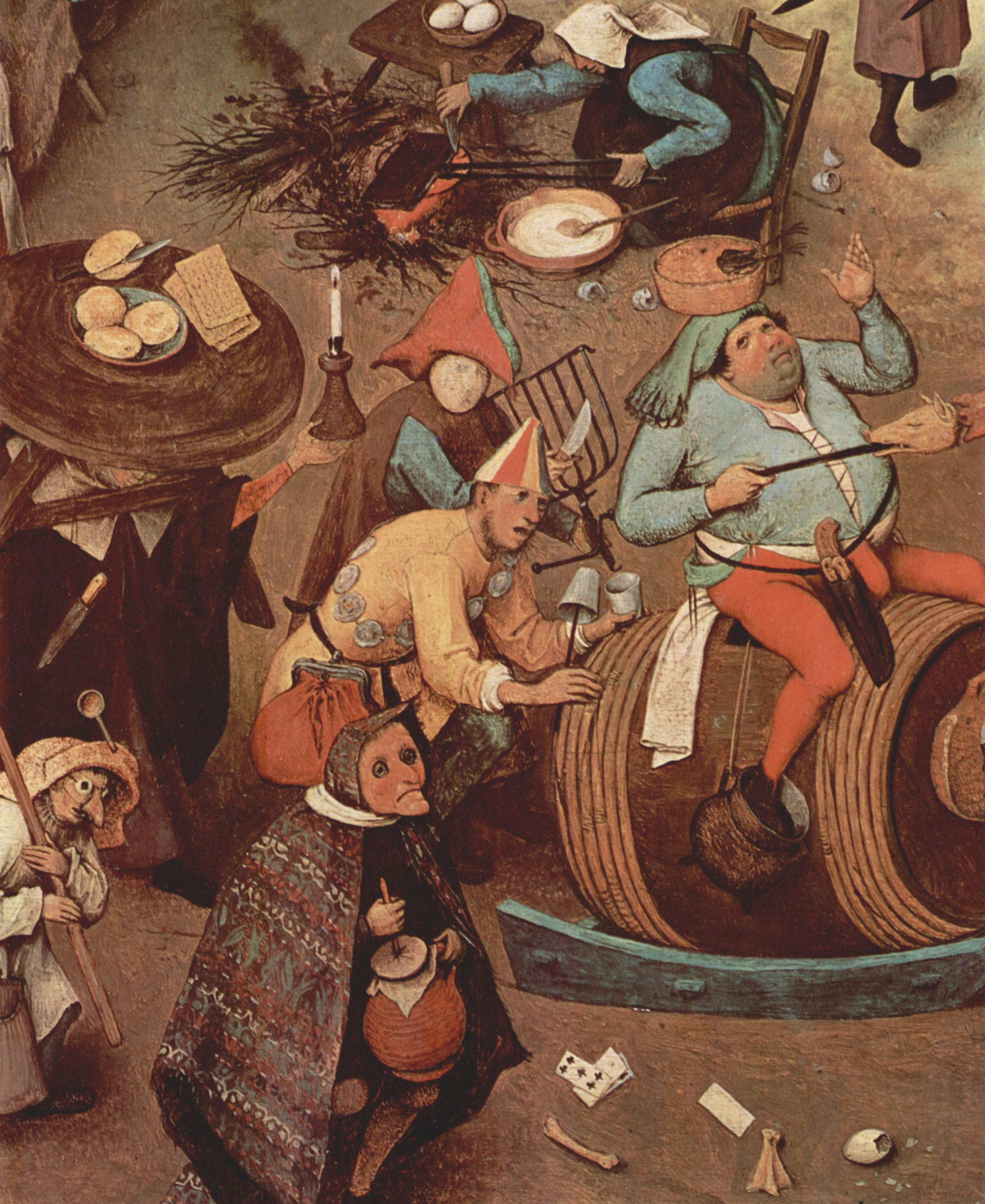
Bourgondisch carnaval door Pieter Bruegel de Oude.

Het Bourgondisch carnavalsfeest is de variant die in de meeste plaatsen in Noord-Brabant, Twente (Oldenzaal, Tubbergen), Gelderland (Land van Maas en Waal, Bommelerwaard) en Katholiek Zeeuws-Vlaanderen en een aantal plaatsen op Zuid-Beveland traditioneel aanwezig is.
Zij vindt haar oorsprong in de welvarende steden van het Hertogdom Brabant en Graafschap Vlaanderen ten tijde van de Bourgondische Nederlanden. De insteek van het Bourgondische carnaval was oorspronkelijk dat van een gekostumeerd eetfestijn waarbij men elkaar belachelijk maakte. Door de grote armoede die heerste in Brabant vanaf het einde van de Tachtigjarige Oorlog tot na Tweede Wereldoorlog wordt het traditionele feest gekenmerkt door (schijnbaar) eenvoudige kostuums; waarvan de beroemde blauwe boerenkiel met zakdoek wellicht het meest iconisch is.

## Plaatsnamen
Het is gebruikelijk voor steden met een Bourgondische carnavalstraditie (ofschoon er ook in Oostelijk Nederland enkele plaatsen met als basis het Rijnlands carnaval dit doen; Zwolle = Sassendonk) om de naam tijdens carnaval te veranderen. Enkele voorbeelden zijn: 
Turfstekerslaand voor Kaatsheuvel,
Kielegat voor Breda, Kruikenstad voor Tilburg, Krabbegat voor Bergen op Zoom, Kaaiendonk voor Oosterhout, Lampegat voor Eindhoven, Oeteldonk voor 's-Hertogenbosch, Bokkendonk voor Sint-Michielsgestel, Strienestad voor Steenbergen, Tullepetaonestad voor Roosendaal, Pikpot voor Kwadendamme, Mispelgat voor Zaltbommel en Zandhazendurp voor Rosmalen.

## Carnavalsstichting
De hoofdlijnen van het carnavalsfeest (hoofdbal, sleuteloverdracht, optochten) zijn in handen van één stichting. De stichting kiest één prins (en gevolg) uit. Er is dus maar één prins per stad of dorp. Wel kan het zijn dat geannexeerde dorpen hun eigen prins hebben. Zo heeft het in 1942 door Breda geannexeerde dorp Ginneken nog altijd zijn eigen 'prins', de baron, en ook Princenhage en de Haagse Beemden hebben hun eigen prins.

## Motto
Veel, maar niet alle, Bourgondische carnavals hebben een officieel motto. Dit is vaak een gevleugelde uitspraak in plaatselijk dialect. In de optocht kunnen mensen zich dan naar het motto optuigen en wellicht een prijs winnen.

## Kleding
Traditionele kleding bestaat uit oude kledingstukken, blauwe kielen en zakdoeken met allerlei accessoires. Vooral in het westen van Noord-Brabant ziet men dit in groten getale terug. Bourgondisch carnaval vindt veelal binnen plaats in cafés en in zalen. Daar is het warmer, dus de kleding is ook minder dik en bestaat uit minder lagen. Om van en naar de verschillende feestlocaties te gaan, hebben velen oude jassen aan om het buiten niet koud te krijgen. Toch vindt carnaval in het westen van Brabant ook veelal buiten plaats. De oude versierde jassen doen dan echt hun goede werk.